# Florina Sorina Hulpan
Florina Sorina Hulpan (n. 7 martie 1997, Săveni) este o halterofilă română. În prezent concurează în probele de 69 kg.

## Carieră
Prima participare internațională a fost la Europenele de cadeți din 2012 desfășurate la București, unde a obținut medalia de bronz la stilul smuls (86 kg) în cadrul categoriei +69 kg.
La Campionatele Mondiale rezervate cadeților din 2013, care s-au desfășurat la Tașkent (Uzbekistan) a cucerit trei medalii — argint la stilul aruncat (113 kg) și bronz la smuls (88 kg) și total (201 kg). La Europenele U-17 de la Klaipėda (Lituania), aceasta a obținut trei medalii de argint — 88 kg la smuls, 111 kg la aruncat și 199 kg în total.
În 2014, la Europenele de Cadeți, Hulpan a obținut două medalii de aur și una de argint — aur la aruncat (118 kg) și total (209 kg) și argint la smuls (91 kg). La Jocurile Olimpice de Tineret din același an, sportiva s-a clasat pe locul 5.
La Europenele de juniori și tineret din 2015, Hulpan a cucerit două medalii de aur și una de argint — aur la smuls (100 kg), argint la aruncat (122 kg) și aur cu totalul de 222 de kg.
În urma rezultatelor de la Campionatul Mondial de Haltere din 2015, Florina Sorina Hulpan s-a calificat în premieră la Jocurile Olimpice de vară din 2016, la categoria +69 kg. Acolo a ratat primele două încercări la stilul smuls la 100 kg, dar a reușit-o pe a treia, însă nu a mai evoluat la stilul aruncat din cauza unei accidentări la brațul stâng.

### Palmares competițional
| An   | Competiție                        | Categorie | Smuls  | Poziție | Aruncat | Poziție | Total  | Poziție |
| ---- | --------------------------------- | --------- | ------ | ------- | ------- | ------- | ------ | ------- |
| 2012 | CE pentru juniori și tineret U-23 | +69 kg    | 86 kg  | 3       | 88 kg   | 4       | 192 kg | 4       |
| 2013 | CM pentru juniori și tineret U-23 | +69 kg    | 88 kg  | 3       | 113 kg  | 2       | 201 kg | 3       |
| 2013 | Campionatul European U-17         | +69 kg    | 88 kg  | 2       | 111 kg  | 2       | 199 kg | 2       |
| 2014 | CE pentru juniori și tineret U-23 | +69 kg    | 91 kg  | 2       | 118 kg  | 1       | 209 kg | 1       |
| 2014 | Jocurile Olimpice de Tineret      | +63 kg    | 85 kg  | 5       | 105 kg  | 5       | 190 kg | 5       |
| 2015 | CM pentru juniori și tineret U-23 | +75 kg    | 100 kg | 5       | 120 kg  | 4       | 220 kg | 5       |
| 2015 | CE pentru juniori și tineret U-23 | +69 kg    | 100 kg | 1       | 122 kg  | 2       | 222 kg | 1       |
| 2015 | Campionatul Mondial               | +69 kg    | 99 kg  | 20      | 125 kg  | 17      | 224 kg | 19      |